# Saadiyat
Saadiyat (Arabisch: جزيرة سعديات, Ǧazīrat Saʿdīyāt, "eiland van geluk") is een eiland in de stad Abu Dhabi, dat sinds 2007 bebouwd wordt met de TDIC als belangrijkste ontwikkelaar. Het eiland is 500 meter ten noordoosten van het vasteland van de stad gelegen en heeft een oppervlakte van 27 km². Saadiyat ('gelukseiland'), dat voorheen nagenoeg onbewoond was, zal volgens planning volledig zijn ontwikkeld na 2020 en zal dan uit zeven wijken bestaan met onder andere woningen voor 145.000 mensen, golfbanen, een universiteitscampus voor 2.500 studenten en vestigingen van een paar van de meest prestigieuze musea ter wereld. Abu Dhabi wil met dat laatste een belangrijk internationaal centrum op het gebied van kunst worden.
Saadiyat wordt met het vasteland verbonden door drie bruggen: een in het noordwesten en twee in het noordoosten van het eiland.

## Ontwikkeling
Aan het einde van 2004 kwam onder anderen de emir van Abu Dhabi, Khalifa bin Zayed Al Nahayan, op het idee een cultureel centrum in het emiraat te laten bouwen. Al Nahayan werd kort tevoren emir en wilde hiermee meer toeristen naar Abu Dhabi te trekken, om minder afhankelijk van olie te worden. Ook speelden concurrentieoverwegingen met Qatar, dat met het MIA (Museum voor Islamitische Kunst) van I.M. Pei een bijzonder ambitieus programma van culturele instituten in gang zette.
Het plan was om op het eiland naast musea onder andere ook 145.000 inwoners te huisvesten. Het project zou naar schatting circa $27 miljard kosten. In 2006 maakte het TDIC bekend dat er een deal met Guggenheim was gesloten om op het eiland een museum onder die naam te bouwen, het grootste Guggenheim-museum ter wereld. na het leggen van de fundering gebeurde er echter niets meer; er werden zelfs geen aannemers aangezocht. In 2017 gaf een woordvoerder van het museum toe dat het er waarschijnlijk niet meer van ging komen en dat het sowieso niet opportuun was een museum te bouwen onder een zo duidelijk Joodse naam in een land dat Israël niet erkent.
Het was oorspronkelijk de bedoeling dat het gehele project in 2020 gerealiseerd zou zijn, maar van de vijf projecten is er tot nu toe (in 2019) maar een gerealiseerd en het is twijfelachtig of de andere vier gebouwd zullen worden.
Op 31 januari 2007 werden de ontwerpen van drie van de belangrijkste musea in het district, het Guggenheim Museum, ontworpen door Frank Gehry, het Louvre, ontworpen door Jean Nouvel, en het Maritime Museum, ontworpen door Tadao Ando, onthuld en daarnaast werd ook het ontwerp van het Abu Dhabi Performing Arts Center, dat zal beschikken over een muziekzaal, een concertzaal, een operazaal en twee theaterzalen, gepresenteerd. Dat laatste gebouw was ontworpen door architect Zaha Hadid. Het gebouw van het Guggenheim Museum zal echter ook andere galerijen huisvesten. Die musea en culturele instellingen zouden onderdeel worden van het Cultural District.
In 2007 werd begonnen met de bouw op Saadiyat, dat voorheen nagenoeg onbebouwd was. De bouw liep echter vertraging op door het uitbreken van de kredietcrisis, waardoor projecten werden stilgelegd. Toen het eind van de crisis in 2012 in zicht was, werd bekendgemaakt dat de drie belangrijkste musea tussen 2015 en 2017 zouden openen. Eerder werd gezegd dat het Louvre in 2012 zou openen en daarna dat alle drie de musea tegelijkertijd in 2014 zouden openen, maar beide deadlines werden niet gehaald. Uiteindelijk werd het Louvre Abu Dhabi in november 2017 geopend als enige van het plan voor vijf cultuurtempels.
In 2009 sloot Abu Dhabi een contract met British Museum in Londen voor een tienjarige samenwerking in het door Foster + Partners ontworpen Nationaal Museum Zayed met een ontwerp in de vorm van zeilen, maar de bouw van het museum werd uitgesteld. Ook het Maritime Museum van Ando en het Abu Dhabi Performing Arts Center van Hadid bleven steken in de ontwerpfase.

### Werkcondities
In 2009 bleek uit een onderzoek van Human Rights Watch dat de werkomstandigheden op Saadiyat onder de norm waren. Het bleek dat de veelal uit Bangladesh afkomstige gastarbeiders zes tot zeven dagen per week en elf tot twaalf uur per dag moesten werken, te weinig loon kregen en dat de kampen slecht waren; zo woonden arbeiders soms met 15 mannen in één kamer. Als reactie op dat rapport besloot in 2011 een groep bestaande uit ruim 130 kunstenaars het Guggenheim Museum te boycotten door niet toe te staan dat hun werk daar zou gaan hangen. De kunstenaars werkten samen met Human Rights Watch.
In oktober 2013 gingen gastarbeiders die hielpen bij het bouwen van de New York University Abu Dhabi in staking wegens slechte werkomstandigheden. Enkele stakers werden gearresteerd, omdat staken in de Verenigde Arabische Emiraten illegaal is. Gevangenen beweerden mishandeld te zijn door de politie, opdat zij zouden verklaren de staking te hebben veroorzaakt. De opgepakte stakers werden uiteindelijk het land uitgezet. Voorafgaand aan de staking had de New York-universiteit, waarvan de universiteitscampus onderdeel is, in 2009 een verklaring ondertekend waarin stond dat de arbeiders onder goede voorwaarden werkten. Om de situatie te verbeteren werd de firma Mott MacDonald ingeschakeld om arbeiders te interviewen. Later in 2014 bood de Universiteit van New York haar excuses aan aan de arbeiders die niet goed waren behandeld.
In maart 2014 werd er ook een manifestatie voor de arbeiders gehouden bij het Guggenheim Museum in New York door spandoeken op te hangen. Met de actie probeerde de protestgroep aandacht te trekken voor de situatie in Abu Dhabi. Later in 2014 verzocht het Internationaal Vakverbond de Verenigde Naties een onderzoek te doen naar de arbeidersomstandigheden in de gehele Verenigde Arabische Emiraten. De aanvraag kwam nadat The Observer voor de slechte omstandigheden bewijs had gevonden.

## Indeling
Saadiyat zal bestaan uit zeven wijken en daarvan is één wijk bijna geheel gerealiseerd, namelijk Saadiyat Beach. Die wijk zal net als de meeste wijken vooral worden gebruikt om mensen te huisvesten. Daarnaast bevinden zich bijvoorbeeld in Saadiyat Beach een aantal hotels en een golfbaan en in Saadiyat Marina een campus van de New York-universiteit. Ook de wijk Saadiyat Reserve zal volgens planning een golfbaan huisvesten. Een uitzondering op de wijken die voornamelijk voor huisvesting zijn bedoeld is het Cultural District, waarin een aantal belangrijke musea waaronder het Guggenheim Museum, het Louvre, het Nationaal Museum Zayed, Manarat Saadiyat en het Maritime Museum centraal staat. Daarnaast zal er in de wijk ook een centrum voor podiumkunsten met de naam Abu Dhabi Performing Arts Center komen.

### Wijken
- Hidd Al Saadiyat (1,5 km²)[9]
- Saadiyat Beach (5,3 km²)
- Saadiyat Cultural District (2,4 km²)
- Saadiyat Lagoons (3,5 km²)
- Saadiyat Marina (3,7 km²)
- Saadiyat Promenade (0,9 km²)
- Saadiyat Reserve (4,7 km²)